# PAE AÓ Kavála
Az AÓ Kavála (görögül: ΠΑΕ Αθλητικός Όμιλος Καβάλα, magyar átírásban: PAE Athlitikósz Ómilosz Kavála, nemzetközi nevén: Kavala FC) egy görög labdarúgócsapat, székhelye Kaválában található.
A PAE Kavála az AÓ Kavála sportegyesület labdarúgó-szakosztálya.

## Korábbi elnevezései
- AÓ Néa Kavála

## Külső hivatkozások
- Az AÓ Kavála hivatalos honlapja (görögül)
- Az AÓ Kavála adatlapja az uefa.com-on (angolul)